# En même temps
Pour le film réalisé par Gustave Kervern et Benoît Delépine, voir En même temps  (film).
« En même temps » est une expression devenue notable par l'usage qu'en a fait Emmanuel Macron, pendant sa campagne pour l’élection présidentielle française de 2017 puis durant son mandat présidentiel qui a suivi. Pour plusieurs observateurs, elle est représentative de son positionnement politique.

## Historique
L’expression n’a pas été créée par Emmanuel Macron. Dans le sens d'une juxtaposition temporelle d’éléments a priori contradictoires, un usage peut en être trouvé au XIXe siècle (par exemple dans une œuvre du romancier Théodore de Foudras de 1848). Elle est fréquente chez Albert Camus, qui l'emploie 45 fois dans L’Homme révolté, 10 fois dans La Chute, 23 fois dans L’Exil et le royaume, etc., le plus souvent dans le sens de « simultanément ». Dans le sens de « cependant », les citations sont souvent plus récentes, comme dans l'ouvrage de Caroline de Bodinat, Marâtre, publié en 2012. Cet usage serait devenu plus fréquent à la fin des années 2000.
Pour Didier Pourquery, en 2014, l’expression a commencé à proliférer à peu près à la même époque qu’une autre expression : « du coup ». Il prétend qu’annonçant à un ami son intention de consacrer une chronique à cette formule, il s’est entendu répondre : « Du coup, tu pourrais traiter, en même temps, de du coup et d’en même temps ; et en même temps, si tu parles de du coup, en même temps n'est pas loin. ». Didier Pourquery note que « du coup » a sans doute une connotation plus populaire, et évoque d’autres expressions : « tirer un coup », « boire un coup », etc. L’expression en même temps lui semble avoir une signification de causalité plus complexe, et être associée à l’idée de relativiser. Il évoque à ce propos le pamphlet de 1998 de Gilles Châtelet : Vivre et penser comme des porcs. De l'incitation à l'envie et à l'ennui dans les démocraties-marchés, dans lequel cet essayiste dénonce le système libéral.
Mais l’expression devient notoire durant la campagne pour l’élection présidentielle française de 2017, par l’usage qu’en fait le candidat Emmanuel Macron,,,. Celui-ci l'utilise régulièrement dans ses déclarations, par exemple dans sa déclaration de candidature, en 2016. Lors d'un rassemblement de son mouvement à Paris-Bercy en avril 2017, il relève qu'on le moque à ce sujet, demande à ses militants de scander la formule, et affirme : « Je continuerai de le dire dans mes phrases et dans ma pensée, car ça signifie que l’on prend en compte des principes qui paraissaient opposés ».

## Reflet de la pensée politique d'Emmanuel Macron?
Comme lui, plusieurs observateurs ont fait le lien entre cette expression très souvent utilisée et sa pensée politique. Ce « tic de langage permet de relier deux choses qui apparaissent logiquement irréconciliables », fait remarquer une linguiste, Michèle Monte,  en précisant : « L’expression donne l’impression que la synthèse est possible, en refusant de penser le conflit et de l’arbitrer ». Pour ses adversaires politiques, c'est surtout une martingale et le symptôme d'un positionnement politique flou. 
Le psychanalyste Roland Gori s'interroge : « Paradoxe permanent ou imposture ? Emmanuel Macron a fait de cette expression sa marque de fabrique ». Il note que ses partisans en font le signe d’une pensée de la « complexité » qui dépasse les anciens clivages, là où ses opposants voient surtout une ambiguïté typique du « centrisme social-libéral ». Pour Roland Gori, cette formule révèle l'ontologie de cet homme politique et de son courant de pensée, voulant « concilier Ricœur et le CAC 40 »,.

## Au Québec
L'expression « en même temps » ou « mais en même temps » au sens de « simultanément », « cependant » ou « en revanche » serait très courante au Québec et dans les autres zones francophones du Canada,,,.
Il se peut que l'expression soit calquée ou sinon très proche de l'expression anglaise at the same time. Selon le dictionnaire Collins, at the same time signifie « si deux choses ou plus existent, se produisent ou sont vraies en même temps, elles existent, se produisent ou sont vraies ensemble bien qu'elles semblent se contredire ».